# Luceau
Luceau település Franciaországban, Sarthe megyében. Lakosainak száma 1233 fő (2022. január 1.). Luceau Beaumont-Pied-de-Bœuf, Flée, Lavernat és Montval-sur-Loir községekkel határos.

## Népesség
A település népességének változása:
| Lakosok száma | 1276 | 1239 | 1263 | 1226 | 1229 | 1231 | 1234 | 1234 | 1233 |
|               | 2013 | 2015 | 2016 | 2017 | 2018 | 2019 | 2020 | 2021 | 2022 |